# 国東市民病院
国東市民病院（くにさきしみんびょういん）は、大分県国東市にある医療機関。国東市が運営する市立病院である。

## 診療科
- 内科
- 外科
- リハビリテーション科
- 整形外科（休止）
- 産婦人科（休止）
- 小児科
- 泌尿器科
- 透析科
- 麻酔科
- 脳神経外科
- 歯科・口腔外科
- 耳鼻咽喉科
- 眼科
- 放射線科
- 精神科
- 皮膚科
- リゥマチ・膠原病

## 沿革
- 1957年（昭和32年） - 当時の安岐町の地に安岐町国民健康保険病院として発足
- 1976年（昭和51年）4月 - 東国東郡5町村による広域市町村圏事務組合立の東国東地域広域国保総合病院となる
- 2006年（平成18年）3月31日 - 国東市の発足にともない、国東市民病院となる